# Цехановецкие
Цехановецкие (пол. Ciechanowieccy) — шляхетский и графский род герба «Домброва».
Род записан в VI часть родословной книги Могилёвской губерний.

## История
Род происходят от Матвея Пашковича Струмилы, наместника медницкого и совладельца Цехановца на Подляшье, старшего брата родоначальника рода Кишек Петра Пашковича Струмилы.
Цехановецкие владели имением Бочейково, ставшее центром их владений на востоке Лепельского уезда Витебской губернии. С XVIII века бочейковская ветвь рода получила графский титул.
С 1784 по 1864 год Цехановецкие владели имением Дрибин в Чаусском уезде Могилевской губернии. С XIX века по первую половину XX века род также владел имением Масальщина в Могилёвском уезде.

## Представители рода
- Цехановецкий, Никодим Янович[бел.] (?—1549) — подстолий великий литовский.
  - Цехановецкий, Андрей Никодимович[бел.] (ум. до 1596) — первый хозяин имения Бочейково.
    - Цехановецкий, Станислав Андреевич[бел.] (ок. 1565 — 1598) — стольник оршанский.
      - Цехановецкий, Ян[пол.] (ок. 1593 — 1636) — оршанский земельный судья.
      - Цехановецкий, Кшиштоф[пол.] (?—1655) — воевода минский, кастелян мстиславский.
        - Цехановецкий, Михаил
          - Цехановецкий, Кшиштоф
            - Цехановецкий, Мартин
              - Цехановецкий, Иван Мартынович (1742—?) — предводитель дворянства Витебской губернии.
              - Цехановецкий, Игнатий Мартынович
                - Цехановецкий, Иван Игнатьевич (1792—1854) — маршалок климовичский.
                  - Цехановецкий, Владимир Иванович[бел.] (?—1900) — предводитель дворянства Климовичского уезда.

              - Цехановецкий, Кшиштоф
                - Цехановецкий, Алексей Христофорович[бел.] (?—?) — воевода мезенский и кеврольский.
                - Цехановецкий, Феликс Христофорович[бел.] (1784—1851) — предводитель дворянства Витебской губернии.
                  - Цехановецкий, Игнатий Феликсович[бел.] (1815 — до 1894) — участник восстания 1863—1864 годов.

        - Цехановецкий, Самуэль Казимир[бел.] (?—1699) — стольник смоленский.
        - Цехановецкий, Николай Валериан[пол.] (?—1672) — воевода мстиславский.
        - Цехановецкий, Альбрехт Константин (?—1675) — обозный великий литовский.
          - Цехановецкий, Ипполит Константин[бел.] (ок. 1666 — 1712) — староста опсовский.
            - Цехановецкий, Феликс Никодим[бел.] (?—1747) — староста мстиславский.
              - Цехановецкий, Михаил[пол.] (?—1769) — маршалок мстиславский.
              - Цехановецкий, Юзеф[бел.] (ок. 1748 — ок. 1804) — генерал-адъютант.
                - Цехановецкий, Станислав Иосифович[бел.] (1783—1848) — предводитель дворянства Чаусского уезда.
                  - Цехановецкий, Павел Юзеф (1815—1888) — 
                    - Цехановецкий, Станислав Павлович (1853—1918) — дипломат, действительный статский советник.
                    - Цехановецкий, Болеслав Павлович (1857—1917) — уфимский губернатор, действительный статский советник.
                    - Цехановецкий, Владислав Павлович (1860—1910) — писатель, историк, общественный деятель.
                      - Цехановецкий, Ежи[пол.] (1893—1930) — российский и польский дипломат.
                        - Цехановецкий, Анджей[пол.] (1924—2015) — польский искусствовед , арт- дилер , меценат и коллекционер.

                  - Цехановецкий, Оттон Эдмунд[бел.] (1816—1878) — предводитель дворянства Чаусского уезда, участник восстания 1863—1864 годов.